# La Cité de Dieu
Pour les articles homonymes, voir La Cité de Dieu (homonymie).

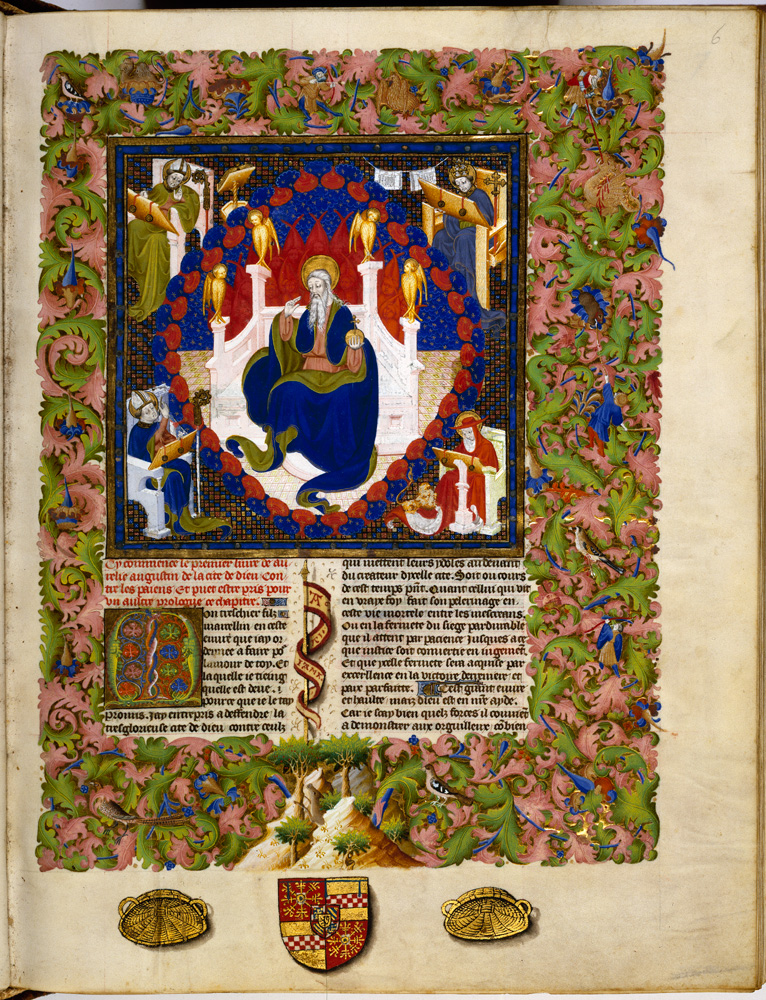
La Cité de Dieu (début d'un manuscrit en français du début du XVe siècle conservé à la bibliothèque royale des Pays-Bas).

La Cité de Dieu (en latin De civitate Dei contra paganos : La Cité de Dieu contre les païens) est une œuvre en vingt-deux livres d'Augustin d'Hippone (saint Augustin). Il en rédige le premier livre en 413 et en termine le dernier en 426.[réf. nécessaire]

## Présentation
Bien que La Cité de Dieu soit autre chose qu’un écrit de circonstance, elle semble avoir été commencée pour répondre aux questions urgentes en rapport aux polémiques suscitées par le sac de Rome en 410. « Il fallait donner du sens à l'histoire pour la rendre supportable et répondre au choc collectif qu'avait provoqué cet événement. » Mais ce caractère circonstanciel ne peut à lui seul rendre compte de la portée de cette œuvre, dont Augustin avait formulé le projet antérieurement.

### Genèse du projet
La Cité de Dieu est l'œuvre la plus développée d'Augustin. Les écrits antérieurs montrent qu'il en avait longtemps mûri le projet. Il commence à formuler une thèse annonçant celle des deux cités dans le Traité du libre Arbitre rédigé en 387-388. Dans le Traité De la Vraie religion, rédigé entre 388-391, il parle d'un genre humain réparti en deux peuples. En 404, il formule pour la première fois la thèse des deux cités fondées sur deux amours et mêlées jusqu'au jugement final dans deux écrits contemporains que sont La catéchèse des débutants et le Commentaire sur la Genèse. Dans ce dernier, il annonce son projet : « De ces deux cités, si Dieu le permet, peut-être en parlerons-nous plus longuement. » La Cité de Dieu est donc autre chose qu'un simple écrit de circonstance.
En 410, lorsque parvient la nouvelle du sac de Rome, Augustin est occupé par d'autres affaires et il ne met pas encore son projet à exécution. Du traumatisme qu'aurait provoqué cet événement sur Augustin, il n'est nulle part question dans La Cité de Dieu. Ce sont les polémiques qui ont suivi ce sac qui le préoccupaient et non le sort de Rome ou de l'Empire.
Le IVe siècle avait été marqué par la pensée d'Eusèbe de Césarée qui avait comparé l'Empereur et le Christ, liant le Règne de Dieu sur terre au sort de l'Empire. Le sac de Rome en 410 n'a fait que confirmer l'orientation anti-eusébienne de la pensée d'Augustin. La thèse qu'il défend est que le règne de Dieu n’est pas un règne terrestre. Ainsi la Cité de Dieu se présente comme « une relecture de l’histoire de Rome visant à suppléer la théologie eusébienne démentie par le sac de Rome et devenue caduque ». Dans ce contexte de désarroi par rapport à l’institution politico-religieuse romaine, Augustin ne fait rien pour conforter les ruines du prestige de Rome, il cherche plutôt à catalyser la désaffection pour la religion romaine encore liée à cette institution, et à rassurer les chrétiens qui voyaient dans la splendeur de Rome un effet de la providence divine.[réf. nécessaire]
Mais avec ses vingt-deux livres dont la rédaction s’est étalée sur treize années, La Cité de Dieu se résume difficilement à une seule intention. Ainsi, pour Peter Brown, l’intention principale de ce projet est tout simplement celle de favoriser les conversions : « La Cité de Dieu a été écrite pour les irrésolus et non pas seulement pour dénoncer les païens obstinés ou pour rassurer les chrétiens désillusionnés par les invasions barbares. »

### Les deux cités
Tout au long de cette œuvre, Augustin envisage deux cités, l'une terrestre, l'autre céleste :

« Deux amours ont donc bâti deux cités : l'amour de soi jusqu'au mépris de Dieu, la cité de la Terre, l'amour de Dieu jusqu'au mépris de soi, la cité de Dieu. L'une se glorifie en soi, et l'autre dans le Seigneur. L'une demande sa gloire aux hommes, l'autre met sa gloire la plus chère en Dieu, témoin de sa conscience. L'un, dans l'orgueil de sa gloire, marche la tête haute ; l'autre dit à son Dieu : ‘Tu es ma gloire et c'est toi qui élèves ma tête.’ Celle-là dans ses chefs, dans ses victoires sur les autres nations qu'elle dompte, se laisse dominer par sa passion de dominer. Celle-ci, nous représente ses citoyens unis dans la charité, serviteurs mutuels les uns des autres, gouvernants tutélaires, sujets obéissants. Celle-là, dans ses princes, aime sa propre force. Celle-ci dit à son Dieu : ‘Seigneur, mon unique force, je t'aimerai.’ »

— Saint Augustin, La Cité de Dieu, XIV,28,1.
Ce que désigne Augustin en parlant de cité terrestre est sans doute le monde tel qu'il va, avec ses institutions, son histoire, ses gouvernants, ses bonheurs et ses malheurs. Cette cité terrestre est bâtie sur l'amour de soi comme idolâtrie. Ce n'est donc pas seulement une cité comme une ville, un empire ou un mode de gouvernement, mais c'est aussi une disposition intérieure.
La cité céleste ou cité de Dieu est plus difficile à saisir. Le thème de la cité de Dieu constitue dans l'œuvre d'Augustin une métaphore littéraire au sens inépuisable qui, si elle renvoie à l'idée de citoyenneté fondamentale dans la religion civile des Romains, échappe cependant à toute tentative de compréhension exhaustive. La cité de Dieu se rapporte à la sagesse, à la paix, au culte unique de Dieu, aux saints du ciel, à l'Église, à la providence divine, à la justice là où elle est pratiquée, mais, en même temps, la cité de Dieu n'est jamais dite entièrement dans une seule des choses qu'elle peut désigner.
La cité de Dieu est présente sur la terre mais elle y est en exil. Les deux cités sont donc à la fois distinctes et mélangées et ce jusqu'à la fin des temps. Toutefois, la cité terrestre aspire à la paix et elle est effectivement capable de l'atteindre par ses lois, par ses institutions ainsi que par une sagesse qui y est présente. La cité céleste rapporte la paix terrestre à la paix céleste sans la confondre avec ce qui peut être désigné par erreur la paix véritable par la cité terrestre. La cité céleste est autonome par rapport à la cité terrestre mais elle n'y est pas indifférente. Les deux cités luttent entre elles, mais elles sont appelées à vivre dans la concorde. Ainsi, chacune des affirmations d'Augustin sur le rapport entre les deux cités trouve dans le même passage ou quelques pages plus loin un équilibre.
Le rapport entre les deux cités peut être compris comme visant à distinguer et articuler ce que l'on a désigné, selon les époques, comme le temporel et le spirituel, le trône et l'autel, l'Église et l'État, ou ce que nous appellerions aujourd'hui le religieux et le politique. Ces lectures politiques de l'œuvre d'Augustin devraient s'informer du peu de distinction qu'il était possible de faire entre pouvoir politique et religion au début du Ve siècle ; sinon, elles laissent penser qu'Augustin a voulu unir ce qui était séparé, les deux pouvoirs, alors qu'il semble plutôt s'agir de l'inverse.
Pour Augustin, le mélange et la distinction des deux cités dureront jusqu'à la fin des temps, ce qui fait qu'il ne sera jamais possible de mettre en place un pouvoir civil qui puisse se confondre avec la cité de Dieu. Sur un plan « politique », le fait d'être citoyen de la cité céleste n'exempte pas des devoirs de citoyens de la cité terrestre. Selon Lucien Jerphagnon, « la cité de Dieu ne confère à ses ressortissants ni extraterritorialité, ni immunité diplomatique, pas même, pour garder l'analogie, la double nationalité. »
Plus qu'une théorie politique destinée à donner forme aux institutions de ce monde, Augustin évoque peut-être dans La Cité de Dieu, comme il le fait dans les Confessions, un combat qui a lieu au plus intime de chacun « pour la primauté de l'amour de Dieu ou de l'amour de soi ».

### Influence du livre
Le livre exercera une influence politique et théologique, la papauté à partir de Grégoire le Grand (pape de 590 à 604) l'utilisant pour affirmer son pouvoir — interprétation très contestée, notamment par Martin Luther. Il marque aussi la conception occidentale de l'histoire, l'ouvrage étant souvent vu comme un « essai d'interprétation de l'histoire de l'humanité dans son ensemble ». Pour Reinhart Koselleck le livre développe « une vision sombre et non menaçante » et son platonisme lui confère une capacité à susciter l'imagination et l'affectivité. Au livre XXI de la Cité de Dieu, Augustin présente un visage plus sombre et entend de façon littérale et non plus symbolique les peines de l'enfer, instaurant un élément de peur dont l'Occident ne se débarrassera qu'au XVIIIe siècle.
Même si Augustin pousse les choses assez loin, pour Hannah Arendt, il s'agit d'un des points centraux de la différence entre son monde et le nôtre. Elle écrit : « Rien ne distingue plus radicalement les masses modernes de celles des siècles passés que la perte de la foi en un Jugement dernier. » L'ouvrage est souvent vu comme tourné vers l'avenir, dont un des messages peut être formulé ainsi : si une cité terrestre comme Rome doit périr, l'Église est prête à proposer autre chose.

## Résumé des vingt-deux livres

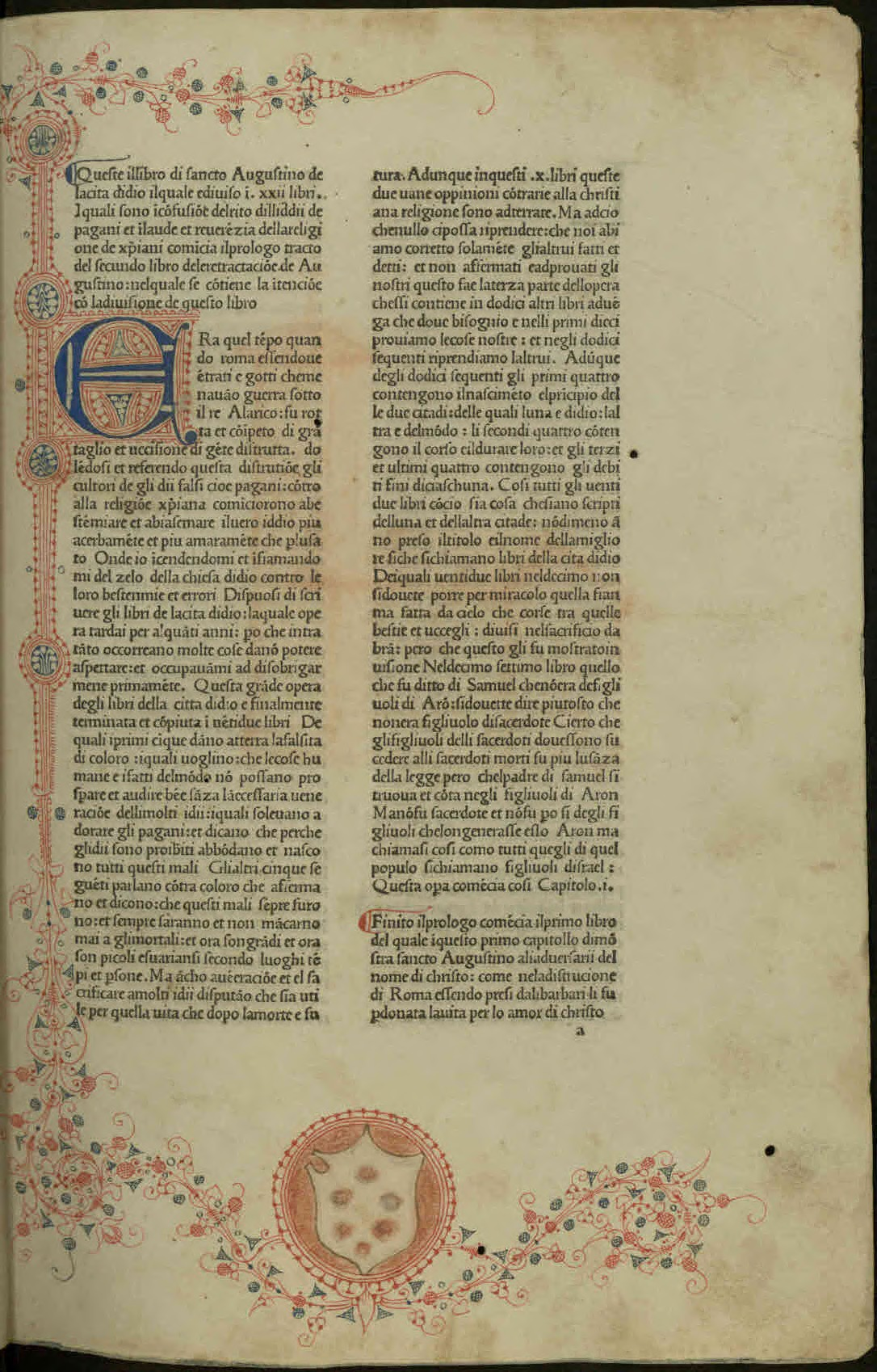
De civitate Dei, 1483

Dans les Rétractations, vaste relecture par Augustin de l'ensemble de son œuvre pour en dire les erreurs ou les regrets, l'évêque d'Hippone rappelle lui-même le plan qu'il a suivi pour ces vingt-deux livres :

« Les cinq premiers (1-5) réfutent ceux qui veulent que les destinées des choses humaines tiennent au maintien du culte que les païens ont voué aux faux dieux et qui prétendent que tous les maux arrivent et abondent, parce que ce culte est prohibé.

Les cinq suivants (6-10) sont dirigés contre ceux qui avouent que ces maux n’ont jamais été et ne seront jamais épargnés aux mortels, et que grands ou moindres, ils varient selon les lieux, les temps et les personnes ; mais qui soutiennent en même temps que le culte des faux dieux avec ses sacrifices, est utile à la vie qui doit suivre la mort. Ces dix livres mettent à néant ces deux opinions erronées et opposées à la religion chrétienne.

Mais, pour ne pas être exposé au reproche de nous être borné à réfuter les doctrines de nos adversaires et de n’avoir pas établi les nôtres, la seconde partie de l'ouvrage, qui contient douze livres (11-22), s’occupe de cette matière. Toutefois, quand il en était besoin, nous n’avons pas manqué, dans les dix premiers livres, d’affirmer nos doctrines, ni dans les douze derniers de réfuter nos adversaires. De ces douze derniers, les quatre premiers (11-14) contiennent l'origine des deux cités, dont l’une est la cité de Dieu, l'autre la cité de ce monde. Les quatre seconds (15-18), leurs progrès et leurs développements. Les quatre troisièmes, qui sont les derniers (19-22), les fins qui leur sont dues. De plus, quoique les vingt-deux livres traitent des deux cités, ils n’empruntent leur titre qu'à la meilleure, la cité de Dieu. »

— Saint Augustin, Rétractations, II,43,1-3.

### Livre premier: Le sac de Rome. Accusations contre les temps chrétiens
Les Romains attribuent le sac de Rome par les Goths à l'abandon des anciens dieux protecteurs de Rome provoqué par le christianisme. Pour réfuter cette opinion, Augustin use de deux arguments. Premièrement, les dieux ont toujours été impuissants à protéger les Romains, alors qu'au nom du Christ, de nombreuses personnes ont été épargnées, même non-chrétiennes. Deuxièmement, le mal peut se justifier, pour les méchants, par le besoin d'être corrigés, et pour les bons par la nécessité d'être affermis dans la vertu. Augustin aborde la question des vierges et des mères violées par les barbares.

### Livre II: Les dieux de Rome, école d'immoralité
Le christianisme nouvellement dominant étant accusé d'être l'origine du déclin de l'Empire, Augustin retourne l'argument. Il montre que les malheurs de Rome ne datent pas du christianisme, et plus encore, que l'immoralité des cultes rendus au panthéon romain ne saurait être source de bienfaits. Il dégage une chaîne de causalité entre corruption religieuse, dépravation morale et ruine politique.

### Livre III: Les malheurs politiques de Rome et l'impuissance de ses dieux
Pour répondre à l'accusation que l'édit de Théodose de 391 interdisant le culte des dieux est cause du sac de Rome, Augustin passe minutieusement en revue l'histoire gréco-romaine. Il montre que les dieux n'ont jamais puni de crimes ni empêché la ruine injuste d'une cité (Troie). Il dénonce aussi les guerres fratricides (guerre entre Albe et Rome) et la glorification de leurs crimes par les Romains.

### Livre IV: La grandeur de Rome et l'impuissance de ses dieux
L'attaque d'Augustin porte dans ce livre sur deux fronts. Il montre d'une part que la grandeur de l'Empire romain et sa durée ne doivent rien à ses dieux. D'autre part il démythifie ces dieux qui assistent chacun une activité humaine (Victoire, Spinensis pour arracher les épines des champs…) et recouvrent certaines fonctions de grands dieux. Augustin conclut en citant des Romains de grand renom, Cicéron et Varron, qui récusent ces superstitions populaires.

### Livre V: La grandeur de Rome et l'unique vrai Dieu
Dans les deux livres précédents, Augustin a montré que les dieux n'étaient pour rien dans le destin éclatant de Rome. Il lui faut donc avancer une autre explication. Pour cela, il doit invalider la très puissante croyance au destin (fatum), croyance dans les astres qui nie et la liberté de l'homme, et celle de la divinité. Dans un second temps, s'appuyant sur Salluste, il montre que la gloire de Rome provient de la vertu des Romains, puis affirme que la gloire humaine, pour désirable qu'elle soit, ne saurait atteindre la gloire promise au Royaume des Cieux.

### Livre VI: Critique de la théologie civile
À partir de ce livre, Augustin entre en contestation avec les philosophes, et non plus les croyances populaires. Il s'appuie sur l'œuvre anthropologique de Varron Les Antiquités des choses humaines et divines, œuvre primordiale dans la théologie romaine, et sur sa division en théologie mythique (des poètes), théologie naturelle (des philosophes) et théologie civile (du peuple). La thèse d'Augustin est que Varron ne croit véritablement qu'en la théologie naturelle.

### Livre VII: Critique approfondie de la théologie civile
Pour « retourner comme un gant la religion romaine et lui ôter son efficacité », Augustin passe en revue les principaux dieux romains et démontre leur caractère médiatique éloigné d'une logique conforme à la raison. Il mène un véritable combat contre la religion païenne, animé d'un puissant sentiment de libération par rapport au culte de ces divinités en ce moment charnière de l'Empire romain où le paganisme est en voie de dissolution.

### Livre VIII: Contestation des philosophes platoniciens
Tout en choisissant les philosophes platoniciens comme les meilleurs pour rechercher la vérité sur Dieu et sur les dieux, Augustin va récuser une partie de leur théologie. La pierre d'achoppement est l'impossibilité affirmée par eux que Dieu, le Souverain Bien, puisse se communiquer aux hommes. Ce livre établit les fondements de la pensée chrétienne de la philosophie pour de nombreux siècles.

### Livre IX: Contre la distinction des bons et des mauvais anges
Après avoir repoussé dans le livre précédent la nécessité d'une médiation entre les hommes et les dieux par les démons, Augustin montre les contradictions internes de l'anthropologie platonicienne défendue par Apulée sur les bons et les mauvais démons. Le cœur de l'argumentation tourne autour de l'incarnation du Verbe de Dieu en Jésus-Christ, qui situe dans une perspective nouvelle les couples mortalité / immortalité, âme / corps et monde supérieur / monde terrestre.

### Livre X: Idée chrétienne de la religion, bonheur et culte du Dieu unique
En cette fin de première partie, Augustin continue sa réfutation du culte des anges et développe l'idée de culte rendu au seul vrai Dieu. Pour promouvoir ce culte au vrai Dieu, il redéfinit la notion de religion, situe le sacrifice dans une perspective de sacrifice spirituel, et lance un appel à la conversion à son maître Porphyre, platonicien, considéré comme la dernière étape avant la Sagesse incarnée.

### Livre XI: Création du monde et des anges

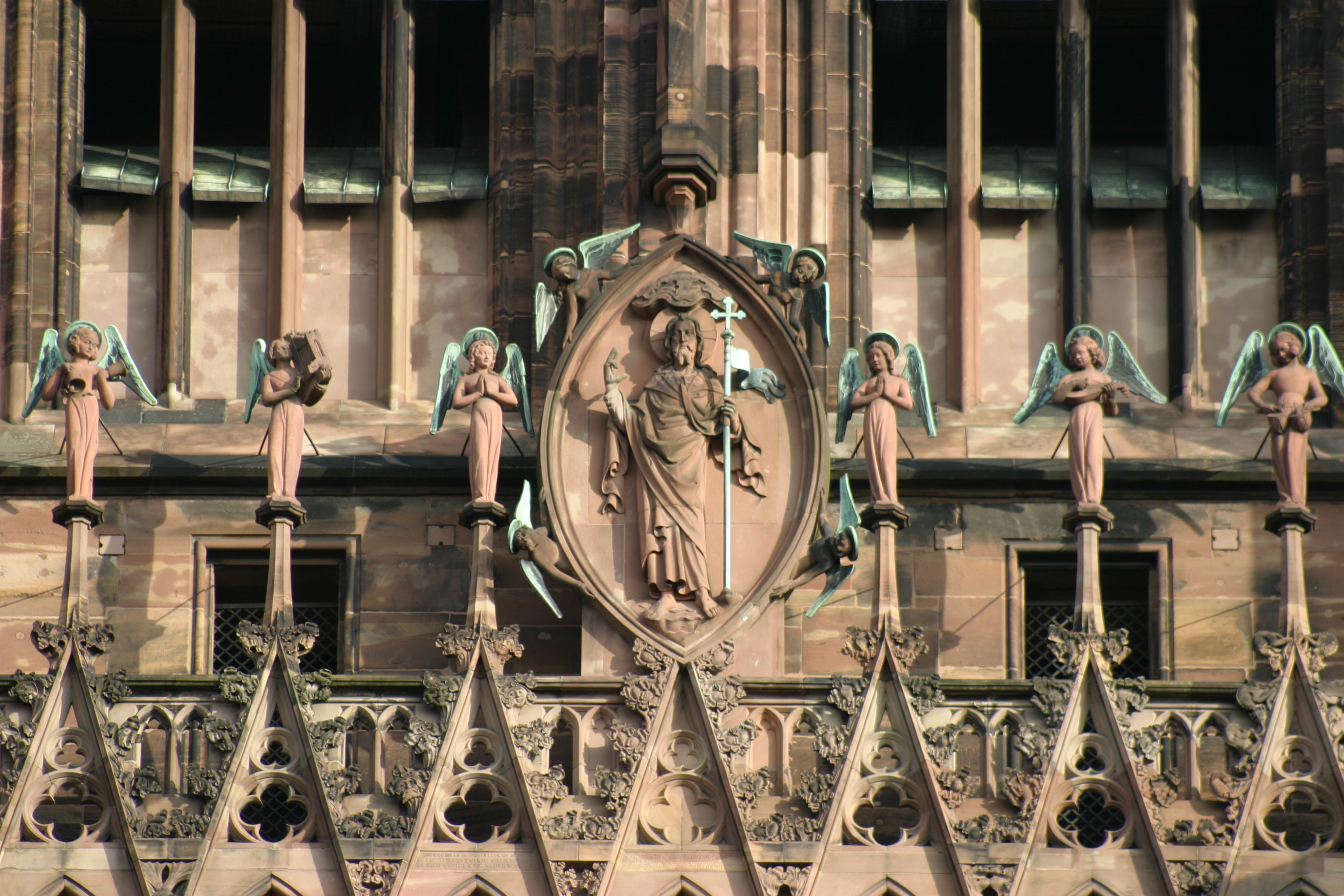
Représentation des anges dans le ciel, à l'extérieur de la cathédrale de Strasbourg.

Ce livre ouvre la seconde grande partie, consacrée à la comparaison des deux cités. Avant d'entrer dans le vif du sujet, la création du monde et des anges, Augustin développe une réflexion sur le temps, sa nature et ses caractéristiques, avec l'idée de réfuter la notion épicurienne d'éternité du monde. Il étudie donc le temps en relation avec Dieu.
Augustin analyse le premier récit de la création dans la Genèse. Le problème qu'il doit résoudre est posé par les manichéens : comment un Dieu bon a-t-il pu créer les démons, qui sont fondamentalement mauvais ? Il voit dans les termes de lumière et de ténèbres, récurrents dans le récit de la création, la figure des anges et des démons. Il s'attache à démontrer, à la fois par une analyse du récit et par l'outil de la philosophie, que le mal n'est pas une substance, mais une privation de bien, une volonté mauvaise (malice). Les anges n'ont donc pas commencé par être ténèbres. Bien plus, Dieu n'aurait pas créé les anges, dont il connaissait d'avance la dépravation, si cela n'eût pas servi les intérêts des justes. Augustin donne donc une explication du mal. Il s'oppose aussi à Origène, qui professe la préexistence des âmes et conçoit le corps comme une prison pour l'âme, selon une idée très répandue à l'époque.
À diverses occasions, Augustin montre la présence de la Trinité dans le récit de la création et d'autres passages de l'Ancien Testament. Il trouve aussi une structure trinitaire dans l'âme humaine, qu'il présente comme structurée par le triptyque être, connaître, aimer.

### Livre XII: Commencement, nature et dignité du genre humain
Augustin continue à aborder la question des anges : la béatitude de Dieu est le plus grand bien des anges, et Dieu a bien créé les anges déchus, étant l'auteur de toute la création. Se pose alors le problème du mal, qui procède pour Augustin de la volonté mauvaise et non de la nature angélique. Toute la nature est créée bonne, des anges aux animaux. C'est notre relation à elle qui occasionne le mieux ou le pire. Augustin se livre à une analyse novatrice de la volonté mauvaise : elle est sa propre cause. C'est une cause déficiente, et cela est caractéristique des êtres créés.
Le second grand mouvement du livre concerne le temps : s'appuyant sur la chronologie biblique, Augustin nie la cyclicité du temps, allant à rebours d'une idée particulièrement ancrée dans son époque. Contre Démocrite et Platon, Augustin refuse la logique des cycles de création et de destruction. Il lui oppose deux arguments. Le dogme chrétien de la vie éternelle est bien préférable à la réincarnation. La question d'une volonté nouvelle en Dieu quand il crée le temps est plus délicate, mais Augustin en appelle à la prédestination de tout ce qui est appelé à l'être.
Augustin affirme aussi vigoureusement le monophylétisme qui découle du récit de la Genèse, à l'encontre de cette cyclicité du temps et d'une existence de l'homme depuis toujours. Encore contre Platon, Augustin professe que c'est bien Dieu qui a créé le monde, et non des divinités inférieures. Cela rétablit le corps, qui était considéré comme une prison pour l'âme dans la conception platonicienne.

### Livre XIII: Chute et destinée de l'homme
Ce livre est l'occasion d'une réflexion sur la mort. Augustin donne deux sens à la mort : au sens courant de séparation de l'âme et du corps s'ajoute la notion de mort éternelle, la damnation. Contre les philosophes, surtout platoniciens, il rétablit la dignité du corps contre une volonté, courante à l'époque, de le fuir. Il y a derrière cette controverse l'enjeu du dogme chrétien de la résurrection des corps. Trait marquant de ce livre, l'homme est décrit comme tendu vers les réalités célestes, lui qui est d'abord animal.

### Livre XIV: La condition actuelle de l'homme, vivre selon la chair, vivre selon l'esprit
Augustin reprend l'opposition opérée par saint Paul entre la chair et l'esprit. Comme lui, il ne situe pas la chair comme un synonyme du corps (ce qui serait reprendre les idées platoniciennes), mais plutôt comme l'orgueil de l'esprit centré sur lui-même. Augustin est donc opposé ici aux platoniciens, et par une fine analyse psychologique il démontre que ce n'est pas le corps mais bien l'esprit qui pousse au vice. Saint Augustin entre aussi en opposition avec les stoïciens qui recherchent l'insensibilité de l'âme. Au contraire, dit-il, la condition de l'homme n'est pas l'ataraxie, et le Christ a connu tous les sentiments qui naissent d'une âme qui aime.

### Livre XV: Caïn et Abel. Figures successives des deux cités
Ce livre est le premier de quatre consacrés à l'histoire de la Cité de Dieu sur la terre. Les deux cités, terrestre et céleste, sont distinctes mais la cité de Dieu est toujours présente comme une étrangère sur la terre. Augustin lit l'histoire de ces deux cités dans la Bible, ce qui le conduit à s'interroger sur la vérité historique des événements relatés dans la Bible et la cohérence des informations qui y sont données (XV, 8-14). Il réclame que l'on joigne aux questions sur la vérité des événements une recherche de leur signification allégorique (XV, 27).
Cette histoire commence par celle d'Abel et de Caïn, les deux fils d'Adam dont il est question dans la Genèse. Augustin relève dans le récit de la Genèse que Caïn a fondé une cité tandis qu'Abel est resté étranger, étant de la cité de Dieu en pèlerinage sur la terre (XV 1). Il voit dans le rapport entre ces deux frères les premiers développements de la confrontation entre cité terrestre et cité céleste. L'opposition repose sur la jalousie qui peut survenir des deux côtés, et même entre les bons. Augustin s'interroge sur ce qui a motivé le meurtre d'Abel par Caïn et le compare à celui de Rémus par Romulus. S'intéressant ensuite aux détails donnés dans les généalogies bibliques sur la descendance d'Adam, il fait quelques digressions sur les questions de la durée de la vie humaine et de la procréation. Il poursuit la lecture du livre de la Genèse jusqu'aux chapitre concernant Noé, l'arche et le déluge. À propos de l'arche, les développements d'Augustin font écho aux interrogations de son époque sur sa conception technique, sa taille et les étapes de sa construction.

### Livre XVI: Autour d'Abraham

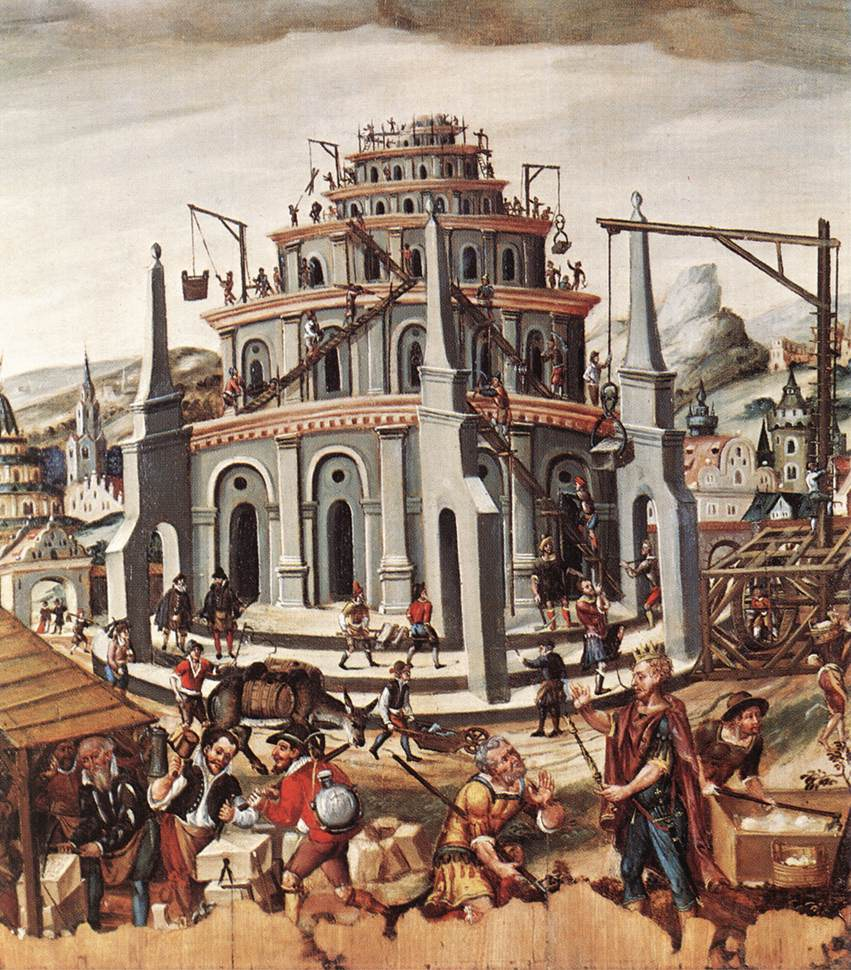
La Tour de Babel

Augustin continue la lecture du livre de la Genèse afin d'y suivre l'évolution des deux cités. Le livre XV portait sur le « premier âge » de l'humanité, le livre XVI porte sur l'« enfance », qui correspond aux épisodes bibliques allant de Noé à Abraham, puis l'« adolescence » allant d'Abraham à David.
La construction de la tour de Babel offre une nouvelle allégorie, celle de la cité terrestre qui se fortifie. Le livre XVI est ensuite principalement consacré à la figure d'Abraham. Ce dernier est le « témoin privilégié de la présence de la cité de Dieu » et celui dans lequel « Dieu fonde définitivement sa cité ». Augustin développe très largement le propos qu'il consacre à Abraham, à sa famille et à sa descendance tandis qu'il n'évoque que très rapidement Moïse. La raison en est qu'Augustin privilégie la promesse à la Loi.
Dans ce livre se trouve un bref passage où Augustin évoque la théorie des antipodes, souvent discutée dans l'Antiquité. Il s'agit de l'idée selon laquelle, la Terre étant une sphère dont une petite partie seulement est habitée dans l'hémisphère nord, il faudrait traverser un océan immense pour passer du continent connu à un autre continent dans la partie opposée. La question est de savoir si un tel continent existe, et s'il est habité par les mythiques "antipodes". Platon et Cicéron y croyaient, Lucrèce et Pline l'Ancien n'y croyaient pas. Augustin est de l'avis de ces derniers, mais il laisse ouverte la possibilité d'en faire la démonstration :
« Quant à leur fabuleuse opinion qu’il y a des antipodes, c’est-à-dire des Hommes dont les pieds sont opposés aux nôtres et qui habitent cette partie de la Terre où le soleil se lève quand il se couche pour nous, il n’y a aucune raison d’y croire. Aussi ne l’avancent-ils sur le rapport d’aucun témoignage historique, mais sur des conjectures et des raisonnements, parce que, disent-ils, la Terre étant ronde, est suspendue entre les deux côtés de la voûte céleste, la partie qui est sous nos pieds, placée dans les mêmes conditions de température, ne peut pas être sans habitants. Mais quand on montrerait que la Terre est ronde, il ne s’ensuivrait pas que la partie qui nous est opposée, ne fût point couverte d’eau. D’ailleurs, serait-elle, quelle nécessité qu’elle fût habitée, puisque, d’un côté, l’Écriture ne peut mentir, et que, il y a trop d’absurdité à dire que l'Homme ait traversé une si vaste étendue de mer pour aller peupler cette autre partie de monde. »
Ce qu'il rejette par contre de manière tout à fait catégorique est l'idée selon laquelle il puisse exister des « humanités » de différentes origines. Pour Augustin, dans l'éventualité où il existerait un continent des antipodes :
« Il serait bien trop absurde que de dire que certains hommes aient pu passer en naviguant de cette partie du monde dans l'autre à travers l'immensité de l'océan ! Mais, même dans ce cas, le genre humain de cette région aurait pour origine le premier homme. (XVI, 9) »

### Livre XVII: Lecture prophétique des Écritures jusqu'au Christ
Ce livre, en proposant une interprétation de l'histoire sainte, a suscité un dynamisme historique jusqu'alors inconnu en Occident. Augustin récuse deux tentations symétriques de ne voir aucune allégorie dans l'histoire du peuple juif ou bien de spiritualiser tous les événements de l'Ancien Testament. Par exemple, les promesses faites au roi David concernent à la fois son fils Salomon et l'avènement du Christ sauveur. Pour cela, l’argumentation puise beaucoup dans les psaumes. En fait, c'est toute l'histoire qui est prophétique, et toutes les mutations sont des annonces de la mutation pour ainsi dire cosmique qu'a constitué l'avènement de Jésus-Christ et sa mort sur la croix.
Augustin reprend l’histoire du peuple d’Israël et en tire un enseignement sur les deux cités : Israël selon la chair et l’Israël spirituel, qui désigne l’Église. Un pivot majeur du livre est la comparaison entre les rois Saül et David, l’un et l’autre figurant les deux cités. La dureté de ton d’Augustin envers les Juifs qui ne croient pas en la messianité de Jésus peut surprendre. On peut la remettre en perspective avec le contexte de conversion progressive et parfois massive de nations païennes au christianisme. La conversion de certains juifs au christianisme par le zèle missionnaire a aussi son rôle.

### Livre XVIII: Survol de l'histoire séculière
Après s'être concentré sur la cité de Dieu pendant deux livres, Augustin reprend l'histoire terrestre dans les Écritures et jusqu'à son temps, où le christianisme triomphe dans un Empire romain en déclin. Comme beaucoup, Augustin sépare artificiellement ces deux fils de la cité de Dieu et de la cité terrestre. Même si une démarche unitive est souhaitable, elle n'est peut-être pas humainement possible. À la question de savoir qui des philosophes grecs ou des prophètes du peuple juif a autorité pour enseigner les hommes, il répond que ce sont les prophètes, rappelant que la Bible a été traduite en grec (la Septante) sous l'impulsion de Ptolémée.

### Livre XIX: Rapports mutuels des deux cités
Dans ce livre, l'un des plus célèbres de la Cité de Dieu, Saint Augustin entreprend de montrer les liens étroits (pas seulement chronologiques mais bien plus profonds) qui unissent les deux cités. Son geste sera fondateur pour la conception de la politique dans la chrétienté. À partir d'une réflexion sur la paix que recherchent tous les hommes, Augustin étudie les états de vie active et contemplative, la vie de famille, la vie dans la cité, et enfin la vie dans la cité de Dieu. Par ce moyen, il établit les fondements politiques de l'existence en définissant les notions de peuple et de chose publique (Res publica) selon un équilibre de pensée remarquable. C'est probablement le seul livre où l'influence d'Aristote prime sur celle de Platon, avec une vue positive de l'homme et de la nature.

### Livre XX: Le Jugement dernier

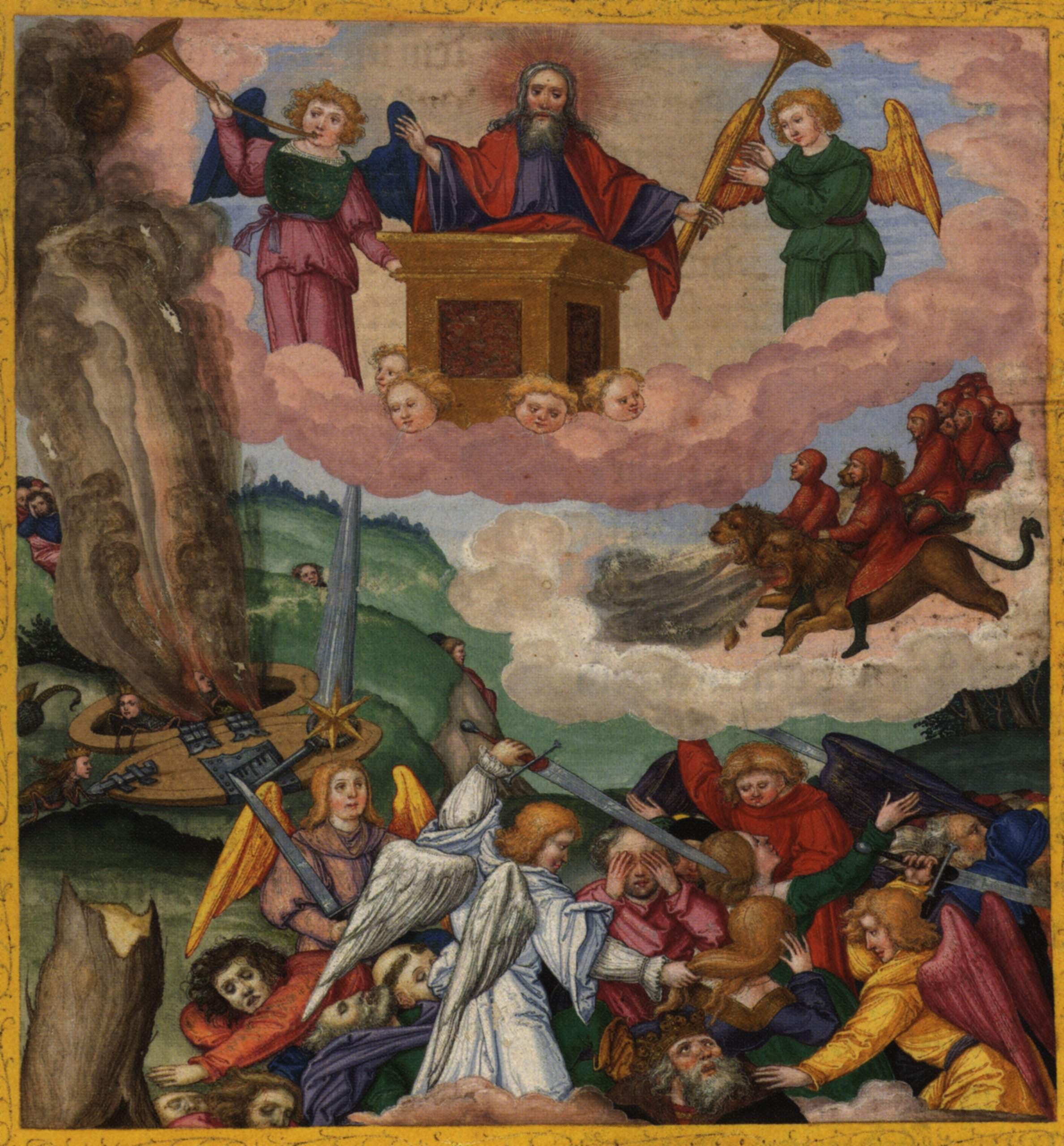
Une phase du Jugement selon le livre de l’Apocalypse : la cinquième et la sixième trompette, de Matthias Gerung, vers 1530.

Augustin s’attèle à démontrer la véracité du Jugement dernier, surtout contre les païens (Porphyre de Tyr), mais aussi contre les Juifs. Pour ce faire, il s’appuie sur l’Ancien et le Nouveau Testaments : Évangiles, Épîtres, Apocalypse, Isaïe et d’autres prophètes, et même quelques psaumes. Le thème de la justice divine est approfondi : Jésus-Christ en sa première venue s’est laissé juger de façon injuste par les hommes, et reviendra au Jugement dernier les juger, étant sauvés ceux qui auront embrassé la foi chrétienne. Le mystère de l’oppression des bons par les méchants qui semblent triompher en ce monde n’est pas occulté.
Un autre développement est consacré au règne des mille ans, le millenium. Augustin réfute une approche littérale de ce nombre, question qui agitait les esprits à son époque. À ce développement est associé la question de « un temps, deux temps et la moitié d’un temps », où Satan sera délivré de ses chaînes.
Finalement, Augustin traite de la venue d'Élie, de la foi retrouvée des Juifs dans les derniers temps, de la persécution de l’Antéchrist, du Jugement, de la résurrection des corps, de la séparation des bons et des méchants, et du renouvellement de la terre et du ciel, mais sans se prononcer définitivement sur l’ordre de ces événements. C’est aussi dans ce livre qu'Augustin récuse l'idée d'un établissement temporel de la cité de Dieu, idée qui donnera lieu à l'augustinisme politique.

### Livre XXI: Destinée finale et châtiment des méchants
Les objections auxquelles Augustin répond dans ce livre sur le châtiment éternel des méchants proviennent à la fois des chrétiens et des païens. La résurrection des corps pose problème, et plus encore en vue de peines éternelles selon le verset de l'évangile : « Allez-vous-en loin de moi, maudits, dans le feu éternel préparé pour le démon et ses anges » (Matthieu 25, 41). Augustin déploie une énergie immense pour maintenir le sens littéral de ce verset, à l’encontre de la sagesse d’alors, des philosophes et des disciples d'Origène (dont à notre époque Hans Urs von Balthasar), qui y voient plutôt une menace prophétique. Contre les philosophes païens, Augustin s’appuie beaucoup sur des exemples célèbres qui vont à l’encontre du sens commun de la physique antique, comme le sel d’Agrigente, qui avait la réputation de brûler sous l'eau et d’éteindre ce sur quoi on le versait, ou ce qui est connu aujourd’hui comme le phénomène d'aimantation.
Dans la seconde partie contre les croyants, Augustin affronte plusieurs opinions qui circulent parmi les chrétiens pour assurer le salut : réciter tous les jours le Notre-Père, suffire d'être baptisé, de donner des aumônes… Augustin utilise ses différents adversaires les uns contre les autres avec grande habileté. Il oppose à tel courant de pensée un autre verset des Écritures, resitue les versets avancés dans leur contexte, ou encore en livre une analyse plus fine. Cette seconde partie est plus théorique que la première, qui repose davantage sur des exemples.

### Livre XXII: Bonheur des justes. La résurrection
Augustin conclut la Cité de Dieu sur la résurrection des justes, la béatitude éternelle. Un premier développement s’organise sur le péché originel. Il lui permet de démontrer que dans sa nature, le corps humain est fait pour la béatitude. Cela remet aussi en valeur le libre-arbitre. Bien sûr, la résurrection corporelle du Christ, centre de la foi chrétienne, est un élément central de l’argumentation. Augustin cite à l’appui un très grand nombre de miracles qu’il a vus ou dont il a entendu parler, obtenus par l’intercession des martyrs qui ont cru jusqu’à la mort à la résurrection du Christ.
Un autre enjeu est la dénonciation de la divinisation des grands hommes de l’Antiquité, comme Romulus, déjà opérée dans plusieurs livres. C’est l’occasion d’un raisonnement en antonymie comme les affectionne Augustin : ces prétendus dieux devraient être vivants corporellement, mais ce sont bien les saints qui ressusciteront au dernier jour dans leur chair. Comme au livre précédent, Augustin dénonce le système platonicien, incompatible avec la résurrection des corps.
Augustin termine en s’interrogeant sur des cas délicats comme l’âge du corps ressuscité, les cheveux, les cas d'enfants avortés, les personnes difformes ou amputées. Il avoue ignorer ce que peut être précisément cette résurrection des corps, mais insiste sur la notion de beauté, une beauté qui surpassera toute beauté humaine terrestre.

## Postérité de l'œuvre
La Cité de Dieu a joué un grand rôle dès le vivant d'Augustin. Écrite à la fin de l'Empire romain déclinant, elle fait entrer l'Europe occidentale dans la modernité. Elle a été l'œuvre la plus recopiée pendant tout le Moyen Âge. Elle reste un ouvrage fondateur jusqu'à notre époque. Comme Augustin se confronte à de nombreuses œuvres antiques aujourd'hui perdues, la Cité de Dieu est aussi une source importante pour étudier des auteurs tels que Varron.
L'influence de la Cité de Dieu se partage en deux champs : la théologie et la politique, d'une part, et le sens de l'Histoire d'autre part.

### Théologie et politique
Dans l'Empire romain en déliquescence où l'Église assume des charges temporelles, à l'encontre d'autres auteurs qui imbriquent le religieux et le politique (Eusèbe de Césarée, Prudence), Augustin distingue radicalement les deux sphères en montrant la permanence de la cité de Dieu dans les pérégrinations de l'Histoire, qui s'oppose à la contingence de la cité terrestre.
L'interprétation qui est généralement faite de la Cité de Dieu dans les siècles suivants est la primauté du pouvoir spirituel sur le pouvoir temporel. Cela conduit à l'augustinisme politique, dont on situe l'apparition au pape Grégoire le Grand (590-604) : le pouvoir politique est au service du pouvoir spirituel, ce qui entraîne notamment que le bien public et les vertus chrétiennes sont identiques, et la cité terrestre de la perdition d'Augustin devient la cité temporelle et politique.
L'opposition à Augustin à partir de la Renaissance consiste à prôner l'autonomie de la sphère politique par rapport à la sphère spirituelle. Ce sera la démarche de Nicolas Machiavel, Thomas Hobbes et Jean-Jacques Rousseau. Hobbes ayant vécu dans une période où les Églises se déchiraient, il inverse la perspective selon la théorie « qu'un État composé de personnes chrétiennes est même chose que l'Église chrétienne ». La Révolution française fonde une cité politique autonome par rapport à l'Église. À cela, l'Église catholique romaine oppose une approche augustinienne (par exemple, le Quod Aliquantum de Pie VI, en 1791). Dans d'autres pays, le protestantisme réagit de même avec la tradition luthérienne des deux règnes.

### Sens de l'Histoire
En proposant une théologie du temps, Augustin écrit une œuvre moderne qui valorise paradoxalement l'Histoire en la subordonnant au plan divin. Ainsi, «le Moyen Âge s'ouvre sur cet essai d'interprétation de l'histoire de l'humanité dans son ensemble et il demeure toujours marqué par cette vue historique du monde, inconnue de la cité antique.» Bien qu'elle soit une œuvre anti-utopique, elle anime plus tard de nombreuses utopies, au point qu'Étienne Gilson écrira Les Métamorphoses de la Cité de Dieu. Par ailleurs, Marcel Proust et Hannah Arendt s'inscriront dans cette attitude de chercher à comprendre la matière et la substance de l'Histoire.

### Traduction
Raoul de Presles, conseiller du roi de France Charles V le Sage est le premier à traduire la Cité de Dieu en moyen français sur commande royale en 1374.